# Michail Chodorkovskij
Michail Borisovič Chodorkovskij (rusky Михаил Борисович Ходорковский; * 26. června 1963 Moskva) je ruský podnikatel a manažer, zakladatel hnutí Otevřené Rusko. Patřil do sféry tzv. oligarchů. Byl jednou z nejvýraznějších postav ruského hospodářství 90. let a angažoval se též v politice. Od roku 2003 byl nejprve vyšetřován a později odsouzen kvůli hospodářským trestným činům, své tresty označuje za politicky motivované. Podle rozhodnutí Evropského soudu pro lidská práva z července 2013 nebyl proces vedený proti němu politický, i když byla porušena jeho práva na spravedlivý proces a práva na respektování soukromého a rodinného života.
Z vězení byl propuštěn 20. prosince 2013, kdy mu ruský prezident Vladimir Putin udělil milost. Při započtení času, který Chodorkovskij strávil ve vazební věznici, měl být z výkonu téměř jedenáctiletého trestu propuštěn až 25. října 2014.

## Dětství a studium
Narodil se v Moskvě, oba rodiče byli chemičtí inženýři a pracovali celý život v moskevském podniku Kalibr vyrábějícím přesnou měřicí techniku. Otec byl Žid a matka ortodoxní křesťanka. Do roku 1971 bydlela rodina v komunálním bytě, pak získala samostatný byt. Chemii začal studovat v roce 1981 na Mendělejevově chemickotechnickém institutu v Moskvě a během studia pracoval současně jako člen brigády Komsomolu v jednom z moskevských bytových podniků. Vysokou školu ukončil jako inženýr v roce 1986.

## Podnikatelská dráha

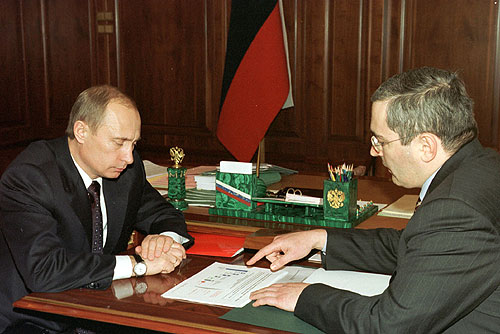
Chodorkovskij v prosinci 2002 s tehdejším prezidentem Vladimirem Putinem

Vystudoval chemické inženýrství, za studií na vysoké škole si začal budovat kariéru v Komsomolu. Za perestrojky začal soukromě podnikat, otevřel kavárnu, později založil pobočku Střediska vědecko-technické tvořivosti mládeže (NTTM), které obchodovalo s výpočetní technikou a jiným zbožím. Na rozdíl od běžných organizací a řadových občanů smělo legálně nakupovat zahraniční měnu a to za oficiální, nikoliv tržní kurs.
V roce 1986 založil Menatep a roku 1989 založil stejnojmennou banku. Stále ještě existoval Sovětský svaz, přesto se mu podařilo zajistit, aby jeho soukromá banka získala do správy prostředky fondů pro oběti jaderné havárie v Černobylu. Menatep byl také pověřen převést na zahraniční měnu rubly z účtů KSSS, většina se dodnes nenašla.
V roce 1993 byl jmenován náměstkem ministra ropného průmyslu a energetiky. V 90. letech 20. století se stal jednou z nejvýznamnějších osobností ekonomické sféry Ruska. Od roku 1997 byl výkonným ředitelem společnosti Jukos.
Vedoucí bezpečnostní služby Chodorkovského firmy Menatep, bývalý agent KGB Alexej Pičugin byl odsouzen na doživotí za organizování řady vražd, konkrétně Valentiny Kornějevové (21. 1. 1998), která odmítala bance prodat svoji nemovitost, Vladimira Petuchova, starostu Něftějugansku, který zahájil hladovku na protest proti působení firmy Jukos (která např. neodváděla daně). Dalším zavražděným byl řidič Nikolaj Fedotov, který přišel o život díky opakovanému pokusu zavraždit E. Rybina, který se s firmou Jukos soudil o řádově 100 miliónů dolarů.[zdroj?]
Chodorkovskij se věnoval také dobročinným aktivitám, od financování vzdělávacích aktivit, archeologických vykopávek, kulturních výměn, letních táborů a škol až po podporu rozvoje demokracie. V roce 2003 také sponzoroval několik politických stran, které se zúčastnily voleb do Státní dumy.
K Chodorkovského zaměstnancům patřila i řada vlivných lidí na Západě. např. bývalý britský ministr zahraničí David Owen či bývalý ministr hospodářství Otto Lambsdorff (FDP) v Německu.

## Trestní stíhání
Dne 25. října 2003 byl zadržen na letišti v Novosibirsku. Krátce nato tehdejší vláda premiéra Vladimira Putina rozhodla o zmrazení účtů Jukosu kvůli podezření z daňových úniků. Jeho zadržení způsobilo prudký pád akcií Jukosu a celého akciového trhu v Rusku, moskevská burza byla kvůli tomu na hodinu uzavřena, aby zabránila panickému výprodeji cenných papírů. Rovněž byly zmrazeny jeho podíly v Jukosu. Později se ukázalo, že je již před zadržením prodal americkému obchodníkovi. V čele Jukosu byl nahrazen Američanem ruského původu Simonem Kukesem.
Dne 31. května 2005 jej soud uznal vinným z podvodů a odsouzen k devíti letům vězení. Po odvolání byl trest o rok zkrácen.
V roce 2006 magazín Forbes konstatoval, že se jeho majetek ztenčil na zlomek předchozí hodnoty, přesto ale stále měl „něco méně než 500 milionů dolarů“.
Od března 2009 do prosince 2010 proběhl další soudní proces, v němž byl společně s dalším někdejším manažerem Platonem Lebeděvem obviněn ze zpronevěry a praní špinavých peněz. Soudce ho opět uznal vinným a odsoudil ho k 14 letům vězení se započtením let odpykaným od prvního procesu.
Ve své závěrečné řeči mimo jiné řekl: „Byrokratický a právní donucovací systém může vše, co chce. Neexistuje právo na soukromé vlastnictví. Osoba, která se dostane do sporu se systémem, nemá žádná práva.“
Dne 14. února 2011 asistentka soudce Viktora Danilkina, který jej odsoudil, prohlásila, že sám Danilkin rozsudek nepsal a že ho vynesl proti své vůli. Podle ní byl rozsudek doručen od vyšší instance, Moskevského městského soudu. Soudce Danilkin označil toto vyjádření za pomluvu.
Průběh soudních procesů napadl u Evropského soudu pro lidská práva, ten ale rozhodl, že Chodorkovskij nedokázal prokázat, že jeho stíhání bylo politicky motivováno. Přiznal mu ale odškodnění za dílčí vážná pochybení ruské strany ohledně jeho práv ve vazbě a vězení.

### Ohlas procesů
Podpořila jej řada nezávislých skupin, například výbor pro lidská práva rady Evropského parlamentního shromáždění, Rada Evropy, italský parlament, německý Bundestag, Sněmovna reprezentantů amerického Kongresu ad. Na jeho případ široce upozorňoval také jeho soukmenovec Elie Wiesel. Estonský skladatel Arvo Pärt mu věnoval svoji 4. symfonii, která měla premiéru 10. ledna 2009 v Los Angeles.
Dne 28. února 2010 zveřejnil v listu The New York Times článek, ve kterém konstatoval, že Rusko musí udělat historické rozhodnutí a buď se vrátit na cestu, na které bylo v posledních letech, anebo zaniknout. V březnu 2010 v dalším článku v ruských novinách Nězavisimaja gazeta kritizoval mocenskou kliku v ruské justici.

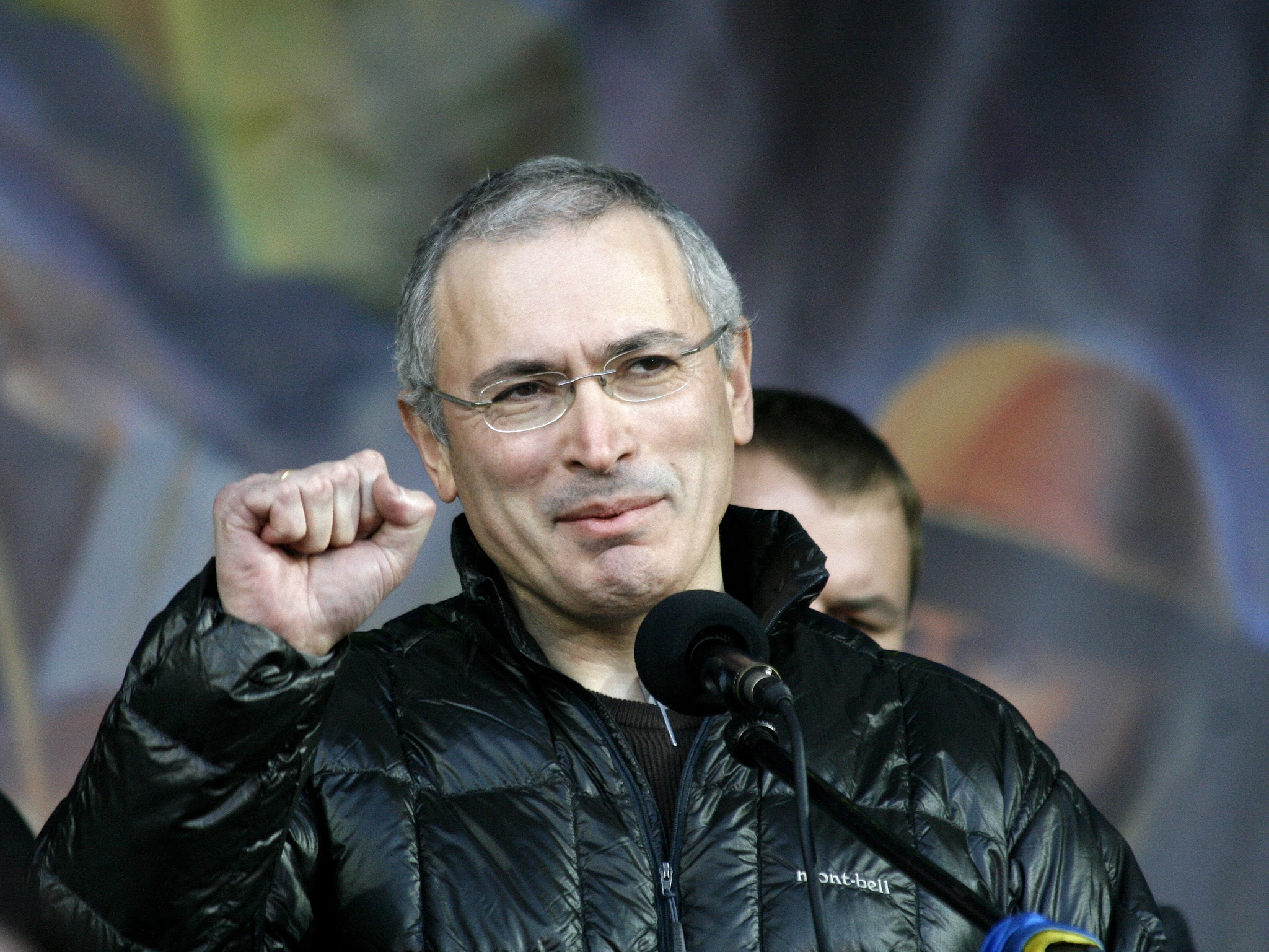
Michail Chodorkovskij na kyjevském Náměstí nezávislosti, březen 2014

Pochybnosti nad průběhem soudního procesu vyjádřili americký prezident Barack Obama, americké ministerstvo zahraničí, německá kancléřka Angela Merkelová nebo britský ministr zahraničí William Hague.
V květnu 2011 lidskoprávní organizace Amnesty International jeho i Lebeděva prohlásila za vězně svědomí.
Rakouská spisovatelka a režisérka Kristine Tornquistová a řecký skladatel Periklis Liakakis napsali na námět Chodorkovského života operu Chodorkowski, jež měla premiéru roku 2015 ve vídeňském sirene Operntheater a roku 2017 získala cenu za nejlepší rakouskou nezávislou operní produkci.

## Po propuštění
V prosinci 2013 byl po 10 letech z vězení Putinovým výnosem propuštěn a odcestoval do Berlína. Zde požádal o vízum do Švýcarska, kde žije jeho žena a tři děti.
Ruské ministerstvo vnitra jej spolu s Kasparovem v květnu 2021 zařadilo na seznam tzv. „zahraničních agentů“ s tím, že je placen Ukrajinou a určitou lidskoprávní nadací.

## Dílo
- My Fellow Prisoners (Moji spoluvězni), Abrams Press, 2015
- The Russia Conundrum: How the West Fell for Putin's Power Gambit – and How to Fix It (Ruský hlavolam: Jak Západ prohrál v Putinově mocenském gambitu – a jak to napravit), St. Martin's Press, 2022
- How Do You Slay a Dragon: A Manual for Start-Up Revolutionaries (Jak zabít draka: Návod pro začínající revolucionáře), 2022[33]